# Leif Nystén
Leif Nystén, född 12 januari 1958, bosatt i Helsingfors, är en finländsk (finlandssvensk) musikvetare, musikjournalist och musikadministratör.
Nystén har varit verksam som radioredaktör och musikjournalist vid Rundradion (YLE) sedan början av 1980-talet. Utbildad vid Helsingfors konservatorium (flöjtist) och Helsingfors universitet (filosofie magister i musikvetenskap) samt avlagt lägre rättsexamen vid Åbo Akademi.
Bland musikprogram som Nystén förekommer i kan Musikväktarna i Radio Vega (tillsammans med Ann-Kristin Schevelew) nämnas. Sedan 2003 har Nystén verkat som rektor vid Brages musikinstitut, sedermera Musik- och kulturskolan Sandels i Helsingfors. Ledamot av direktionen för Helsingfors stadsorkester (för perioden 2005–2008).